# Coupe du Portugal de football 1977-1978
Navigation
1976-1977 1978-1979

La Coupe du Portugal de football 1977-1978 est la 38e édition de la Coupe du Portugal de football, considéré comme le deuxième trophée national le plus important derrière le championnat. 
La finale est jouée le 17 juin 1978, au stade national du Jamor, entre le Sporting Clube de Portugal et le FC Porto. Les deux équipes n'arrivent pas à se départager, après prolongation le score est de 1 à 1, une nouvelle finale est nécessaire. Les deux clubs se retrouvent le 24 juin au même endroit, le Sporting CP remporte son dixième trophée en battant le FC Porto 2 à 1 et se qualifie pour la Coupe d'Europe des vainqueurs de coupe de football 1978-1979.

## Finale
| 17 juin 1978 | Sporting Clube de Portugal | 1 - 1 a. p. | FC Porto | Stade national du Jamor    |                            |
|              |                            | (0 - 0)     |          | Arbitrage : Francisco Lobo | Arbitrage : Francisco Lobo |
|              | Feuille de match           |             |          | Arbitrage : Francisco Lobo | Arbitrage : Francisco Lobo |

| 24 juin 1978 | Sporting Clube de Portugal | 2 - 1   | FC Porto | Stade national du Jamor      |                              |
|              |                            | (0 - 0) |          | Arbitrage : Mário Silva Luís | Arbitrage : Mário Silva Luís |
|              | Feuille de match           |         |          | Arbitrage : Mário Silva Luís | Arbitrage : Mário Silva Luís |